# Śrem (Ząbkowice Śląskie)
Pour les articles homonymes, voir Śrem (homonymie).
Śrem est une localité polonaise de la gmina de Kamieniec Ząbkowicki, située dans le powiat de Ząbkowice Śląskie en voïvodie de Basse-Silésie.